# دیان بوژیلوف
دیان بوژیلوف (انگلیسی: Diyan Bozhilov؛ زادهٔ ۱۵ مهٔ ۱۹۷۱) بازیکن فوتبال اهل بلغارستان است.
از باشگاه‌هایی که در آن بازی کرده است می‌توان به باشگاه فوتبال بوتو پلوودیو و باشگاه فوتبال لاریسا اشاره کرد.